# Chang’e 2
Chang’e 2 (chiń. upr. 嫦娥二号; chiń. trad. 嫦娥二號; pinyin Cháng’é èr hào) – chińska sonda kosmiczna; sztuczny satelita Księżyca. Druga sonda w ramach chińskiego programu badań Księżyca (program Chang’e). Start sondy nastąpił 1 października 2010 r. Po zakończeniu misji na orbicie wokółksiężycowej Chang’e 2 został skierowany na orbitę wokół punktu L2 układu Ziemia – Słońce, a następnie w kierunku planetoidy (4179) Toutatis, obok której sonda przeleciała w grudniu 2012 r., wykonując zdjęcia o wysokiej rozdzielczości.
Nazwa sondy pochodzi od imienia mitologicznej chińskiej bogini żyjącej na Księżycu.

## Cele misji
- Otrzymanie fotografii powierzchni Księżyca o wysokiej rozdzielczości, które posłużyły do wyboru miejsca lądowania dla sondy Chang’e 3.
- Testowanie technologii służących do przeprowadzenia miękkiego lądowania na powierzchni Księżyca[3].

## Konstrukcja sondy
Sonda zbudowana została na bazie egzemplarza zapasowego sondy Chang’e 1, w oparciu o konstrukcję satelity telekomunikacyjnego typu DFH-3. W porównaniu do Chang’e 1 zmodyfikowane zostały niektóre instrumenty naukowe. Kadłub ma wymiary 2,00 × 1,72 × 2,20 m. Energii elektrycznej dostarczają dwa skrzydła baterii słonecznych. Całkowita masa sondy wynosi około 2480 kg. Sonda jest stabilizowana trójosiowo.

### Instrumenty naukowe
- stereoskopowa kamera CCD o rozdzielczości 10 m z wysokości 100 km.
- wysokościomierz laserowy o dokładności pomiarów wysokości terenu wynoszącej 5 m i częstotliwości pomiarów 5 Hz
- spektrometr obrazujący
- spektrometr promieniowania gamma i rentgenowskiego
- radiometr mikrofalowy
- detektor wysokoenergetycznych cząstek promieniowania słonecznego
- detektor jonów o niskiej energii

## Przebieg misji

### Na orbicie Księżyca
Sonda została wyniesiona 1 października 2010 o 10:59:57 UTC z kosmodromu Xichang, w prowincji Syczuan, przy użyciu rakiety nośnej Chang Zheng 3C, bezpośrednio na orbitę transferową (200 × 380 000 km) w kierunku Księżyca. Dzięki zmianie, w porównaniu do misji Chang’e 1, planu lotu, czas od startu do wejścia na wstępną orbitę wokółksiężycową został skrócony z około 12 dni do 112 h, a sonda zaoszczędziła znaczną ilość paliwa.
6 października o 03:06 UTC Chang’e 2 rozpoczął trwający 33 min manewr, po którym wszedł na wstępną eliptyczną orbitę okołoksiężycową o okresie obiegu 12 h. Okołobiegunowa (o nachyleniu 90° w stosunku do płaszczyzny równika Księżyca) orbita robocza była początkowo odległa od powierzchni o 100 km. W dalszej części misji orbita sondy została obniżona do wysokości 15 × 100 km.
1 kwietnia 2011 zakończyła się misja główna sondy. Poinformowano, że Chang’e 2 wykonał zaplanowane zadania, w tym przekazał wysokiej rozdzielczości zdjęcia rejonu Sinus Iridum, które posłużyły do wyznaczenia potencjalnych miejsc lądowania dla sondy Chang’e 3. Po zakończeniu misji głównej sonda wykonała dodatkowe zadania polegające na wykonaniu fotografii obydwu biegunów Księżyca oraz ponownym obniżeniu peryselenium do 15 km dla przeprowadzenia obserwacji Sinus Iridum.

### W punkcie libracyjnym L2
9 czerwca 2011 o 09:10 UTC Chang’e 2 opuścił orbitę wokółksiężycową i został skierowany na trajektorię wiodącą do punktu L2 układu Ziemia – Słońce. 25 sierpnia 2011 r. sonda osiągnęła orbitę wokół tego punktu, w odległości około 1,7 mln km od Ziemi. Chang’e 2 zaczął prowadzić z tej orbity obserwacje wiatru słonecznego i cząstek promieniowania kosmicznego o wysokiej energii. Sonda ma posłużyć też do przeprowadzenia testów naziemnych stacji śledzenia i łączności kosmicznej.
6 lutego 2012 opublikowano najdokładniejszą do tej pory mapę całej powierzchni Księżyca złożoną ze zdjęć wykonanych przez Chang’e 2.

### W kierunku planetoid
15 kwietnia 2012 sonda opuściła rejon punktu L2 układu Ziemia – Słońce i została skierowana na trajektorię prowadzącą do przelotu obok planetoidy (4179) Toutatis. Chińska Akademia Nauk poinformowała, że przelot obok planetoidy zaplanowany jest na 6 stycznia 2013 r. W sierpniu 2012 program Pan-STARRS wykrył obiekt zbliżający się do Toutatisa, który zidentyfikowano jako sondę Chang’e 2. Parametry orbity wskazywały, że do największego zbliżenia do planetoidy dojdzie 13 grudnia 2012, wcześniej niż zapowiadano.
13 grudnia 2012 o godz. 08:30:09 UTC sonda przeleciała w odległości 3,2 km od planetoidy (4179) Toutatis. Prędkość względna przelotu wyniosła 10,73 km/s. Sonda wykonała podczas przelotu serię zdjęć powierzchni planetoidy.
W lutym 2014 poinformowano, że sonda przebyła do tej pory odległość ponad 70 mln km i znajduje się nadal w dobrym stanie. W lipcu 2014 Chang'e 2 miała osiągnąć odległość 100 mln km od Ziemi.
Całkowity koszt misji wynosi około 900 milionów juanów (ok. 134 mln USD).